# Европско првенство у атлетици на отвореном 1938 — десетобој за мушкарце
Такмичење у десетобоју у мушкој конкуренцији био је једна дисциплине на 2. Европском првенству у атлетици 1938. одржано је 4. и 5. септембра на стадиону Коломб у Паризу.

## Земље учеснице
Учествовало је 11 такмичара из 6 земаља.
1. Белгија (2)
2. Немачка (2)
3. Пољска (2)
4. Француска (2)
5. Швајцарска (2)
6. Шведска (1)

## Рекорди
| Рекорди пре почетка Европског првенства 1938. | Рекорди пре почетка Европског првенства 1938. | Рекорди пре почетка Европског првенства 1938. | Рекорди пре почетка Европског првенства 1938. | Рекорди пре почетка Европског првенства 1938. |
| --------------------------------------------- | --------------------------------------------- | --------------------------------------------- | --------------------------------------------- | --------------------------------------------- |
| Светски рекорд                                | Ханс-Хајнрих Зиверет Немачка                  | 7.147 (8.790,46)                              | Хамбург, Немачка                              | 7/8. август 1937.                             |
| Европски рекорд                               | Ханс-Хајнрих Зиверет Немачка                  | 7.147 (8.790,46)                              | Хамбург, Немачка                              | 7/8. август 1937.                             |
| Рекорди европских првенстава                  | Ханс-Хајнрих Зиверет Немачка                  | 6,667 (8.103,245)                             | Торино, Италија                               | 8/9. септембар 1934.                          |
| Рекорди после Европског првенства 1938.       |                                               |                                               |                                               |                                               |
| Рекорди европских првенстава                  | Оле Бексел Шведска                            | 6.687 (7.214)                                 | Париз, Француска                              | 4/5. септембар 1938.                          |

## Освајачи медаља
|                    |                      |                         |
| Оле Бексел Шведска | Витолд Геруто Пољска | Јозеф Нојман Швајцарска |

## Резултати

### Коначан пласман
| Пласман | Атлетичар            | Земља      | 100м | Даљ  | Кугла | Вис  | 400м | 110м пр | Диск  | Мотка | Копље | 1.500м | Бодови        | Белешка |
| ------- | -------------------- | ---------- | ---- | ---- | ----- | ---- | ---- | ------- | ----- | ----- | ----- | ------ | ------------- | ------- |
|         | Оле Бексел           | Шведска    | 11,5 | 6,67 | 13,62 | 1,75 | 53.2 | 15,7    | 43,64 | 3,80  | 52,60 | 4:49,2 | 6.687 (7.214) | РЕП     |
|         | Витолд Геруто        | Пољска     | 11,4 | 6,18 | 14,76 | 1,83 | 53,3 | 16,3    | 41,86 | 3,50  | 58,80 | 5:21,6 | 6.459 (7.006) |         |
|         | Јозеф Нојман         | Швајцарска | 11,6 | 6,54 | 12,57 | 1,60 | 50,1 | 16,9    | 36,82 | 2,90  | 60,10 | 4:45,4 | 6.228 (6.664) |         |
| 4.      | Рудолф Глецнер       | Немачка    | 11,6 | 6,50 | 12,42 | 1,70 | 53,3 | 16.9    | 34,83 | 3,50  | 55,18 | 4:47,2 | 6.173 (6492)  |         |
| 5.      | Рајмон Анет          | Швајцарска | 11,5 | 6,14 | 10,21 | 1,65 | 51,8 | 15,7    | 32,80 | 3,30  | 44,68 | 4:42,0 | 5.918 (6.118) |         |
| 6.      | Јержи Плавчик        | Пољска     | 12,0 | 6,56 | 11,12 | 1,83 | 55,1 | 16,7    | 36,64 | 3,20  | 50,65 | 5:46,5 | 5.665 (5.946) |         |
| 7.      | Жаан Балезо          | Француска  | 11,5 | 6,75 | 11,84 | 1,65 | 55,2 | 18,2    | 30,89 | 3,00  | 37,50 | 5:12,8 | 5.360 (5.503) |         |
| 8.      | Ерве Мае             | Француска  | 12,2 | 5,73 | 12,13 | 1,70 | 57,9 | 19,3    | 35,52 | 3,10  | 49,84 | 5:15,2 | 5.138 (5.346) |         |
| 9.      | Ханс-Хајнрих Зиверет | Немачка    | 11,3 | 6,68 | 14,39 | 1,75 |      |         |       |       |       |        | НЗ            |         |
| 10.     | Емил Бине            | Белгија    | 11,5 | 6,50 | 8,63  | 1,60 |      |         |       |       |       |        | НЗ            |         |

## Укупни биланс медаља у десетобоју мушкарце после 2. Европског првенства 1934—1938.
|    | Земља      | Злато | Сребро | Бронза | Укупно |
| -- | ---------- | ----- | ------ | ------ | ------ |
| 1. | Шведска    | 1     | 1      | 0      | 2      |
| 2. | Немачка    | 1     | 0      | 0      | 1      |
| 3. | Пољска     | 0     | 1      | 1      | 2      |
| 4. | Швајцарска | 0     | 0      | 1      | 1      |
|    | Укупно {4} | 2     | 2      | 2      | 6      |

|                                       | Земља                                 | Злато                                 | Сребро                                | Бронза                                | Укупно                                |
| Није био вишеструких освајача медаља. | Није био вишеструких освајача медаља. | Није био вишеструких освајача медаља. | Није био вишеструких освајача медаља. | Није био вишеструких освајача медаља. | Није био вишеструких освајача медаља. |
| ------------------------------------- | ------------------------------------- | ------------------------------------- | ------------------------------------- | ------------------------------------- | ------------------------------------- |